# Clase Musica
La clase Fantasia es una clase de cruceros operados por MSC Cruceros. Fueron construidos en los astilleros de Chantiers de l'Atlantique, Saint Nazaire, Francia. Todos los barcos tienen clasificación Panamax y, por lo tanto, pueden cruzar el Canal de Panamá.

## Unidades
| Año de construcción | Buque         | Tonelaje  | Notas | Imagen |
| ------------------- | ------------- | --------- | ----- | ------ |
| 2006                | MSC Musica    | 92.409 Tn |       |        |
| 2007                | MSC Orchestra | 92.409 Tn |       |        |
| 2008                | MSC Poesia    | 92.409 Tn |       |        |
| 2010                | MSC Magnifica | 95.128 Tn |       |        |